# Origin (phần mềm)
 Origin là một nền tảng phân phối kỹ thuật số được phát triển bởi Electronic Arts để mua và chơi các trò chơi điện tử. Phần mềm này có sẵn cho máy tính và nền tảng di động.
Origin có các tính năng cộng đồng như quản lý hồ sơ, kết nối với bạn bè bằng trò chuyện và tham gia trò chơi trực tiếp, tính năng phát trực tuyến qua Twitch, chia sẻ thư viện trò chơi và tích hợp thêm các mục kết nối với các trang mạng như Facebook, Xbox Live, PlayStation Network và Nintendo Network. Vào năm 2011, Electronic Arts tuyên bố rằng họ muốn Origin sánh ngang với dịch vụ Steam của Valve – đối thủ cạnh tranh chính của Origin, bằng cách thêm tính năng lưu trò chơi trên đám mây, tự động vá lỗi, bảng thành tích và phát hành các phiên bản đa nền tảng. Đến năm 2013, Origin đã có hơn 50 triệu người dùng đăng ký.
EA đã thông báo vào tháng 9 năm 2020 rằng họ có kế hoạch gỡ bỏ phần mềm Origin để thay thế bởi EA Desktop mới cho dịch vụ EA Play của mình trong tương lai. Trang web đã được chuyển hướng đến tên miền của EA vào ngày 18 tháng 10 năm 2022.

## Chức năng

### Cửa hàng

Origin tháng 2 năm 2015

Cửa hàng Origin cho phép người dùng duyệt và mua các trò chơi với giá đầy đủ từ các danh mục của Electronic Arts. Thay vì nhận được hộp, đĩa hoặc thậm chí là mã CD, phần mềm đã mua sẽ được thêm vào tài khoản Origin của người dùng và sẽ được tải xuống qua ứng dụng Origin.
Origin sẽ cho phép tải xuống vĩnh viễn sau khi mua trò chơi và không giới hạn số lần tải xuống trò chơi.
Người dùng cũng có thể thêm một số trò chơi nhất định do EA phát hành vào tài khoản Origin của họ bằng cách sử dụng mã CD từ các trò chơi phiên bản bán lẻ và các trò chơi phiên bản kỹ thuật số mà người dùng mua được từ các dịch vụ phân phối kỹ thuật số khác. Tuy nhiên, việc bổ sung mã cho Origin bị hạn chế đối với các trò chơi từ năm 2009 trở đi và các mã cũ hơn sẽ không hoạt động ngay cả khi trò chơi có sẵn trên Origin, trừ khi người dùng liên hệ với bộ phận hỗ trợ khách hàng.

### Origin client
Origin client là phần mềm tự cập nhật cho phép người dùng tải xuống trò chơi, các gói mở rộng, và các gói vật phẩm và bản vá từ Electronic Arts. Ứng dụng Origin client được thiết kế giống với đối thủ cạnh tranh Steam. Lớp phủ trò chơi trong Origin có thể được tắt khi chơi trò chơi. Ứng dụng này cũng có các tính năng trò chuyện như Danh sách bạn bè và các tùy chọn trò chuyện nhóm (được triển khai trong phiên bản 9.3). Hiệu suất ứng dụng và tốc độ tải xuống đã được vá và cải thiện trong các bản cập nhật cũ.

### Origin phiên bản di động
Electronic Arts cũng có kế hoạch ra mắt nền tảng Origin dành cho các thiết bị di động (chẳng hạn như thiết bị iOS ) và các thành tích trong trò chơi có thể được đồng bộ hóa trên cả hai nền tảng.

### EA Play

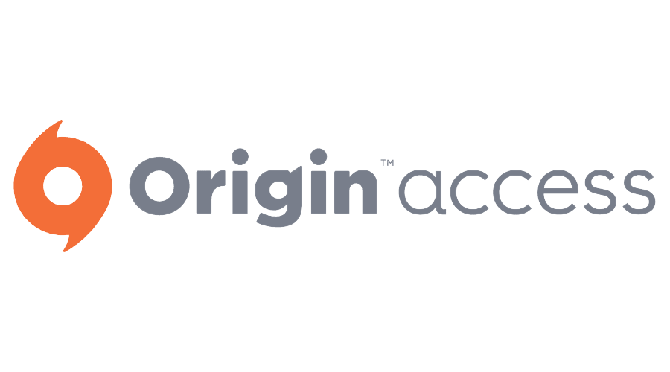
Logo của Origin Access

EA đã phát hành một dịch vụ thuê bao để truy cập và chơi trò chơi của họ trên PC vào năm 2016, ban đầu được gọi là EA Access. Trên Origin client, dịch vụ này được gọi là Origin Access. Người dùng có thể chọn giữa việc trả phí hàng tháng hoặc hàng năm để có thể chơi được các tựa game EA (được gọi là The Vault ). Người đăng ký Origin Access cũng được giảm giá 10% cho tất cả các giao dịch mua trên Origin. Bắt đầu từ tháng 3 năm 2018, Origin Access bắt đầu cung cấp thêm các tựa game từ Warner Bros. Interactive Entertainment và đang tìm cách thêm các tựa game của nhà xuất bản khác, bao gồm cả những tựa game độc lập.
Tại E3 2018 EA đã công bố một gói cao cấp cho Origin Access được gọi là Origin Access Premier, cho phép truy cập sớm các trò chơi EA trong tương lai, các trò chơi sẽ có phiên bản đầy đủ trái ngược với tính năng "First Trials" của Origin Access. Để hợp lý hóa thương hiệu, EA đã đổi tên cả EA Access và Origin Access thành EA Play, riêng Origin Access Premier được đặt tên là EA Play Pro.
Vào tháng 9 năm 2020, EA thông báo rằng họ có kế hoạch dự định gỡ bỏ Origin để ưu tiên cho một phần mềm trên máy tính được gọi là "EA Desktop" và sẽ hỗ trợ gói thuê bao EA Play và EA Play Pro mới. Tất cả nội dung của phần mềm Origin dự kiến sẽ được chuyển sang phần mềm EA Desktop mới sau khi nó được phát hành đầy đủ. Phần mềm EA Desktop đã bắt đầu được thử nghiệm phiên bản beta đầu tiên vào tháng 9 năm 2020 mà chưa có ngày dự kiến phát hành đầy đủ.

## Lịch sử
EA Downloader được ra mắt vào cuối năm 2005. Nó được thay thế bởi EA Link vào tháng 11 năm 2006 tích hợp  thêm đoạn giới thiệu, bản chơi thử của trò chơi và thêm các nội dung đặc biệt vào dịch vụ cung cấp nội dung. Vào tháng 9 năm 2007, nó một lần nữa được thay thế bằng sự hợp nhất của EA Store và EA Download Manager. Người dùng mua trò chơi từ trang web EA Store và sử dụng phần mềm EADM có thể tải xuống để tải xuống trò chơi của họ. Các trò chơi được mua qua EA Link có thể tải xuống bằng EA Download Manager.  Trang cửa hàng và ứng đã được mở lại dưới tên Origin vào ngày 3 tháng 6 năm 2011.
Phần mềm phân phối kỹ thuật số của EA lần đầu tiên được sử dụng để phát hành gói mở rộng Battlefield 2: Special Forces và sau đó là hầu hết các tựa game EA. Lúc đó, sản phẩm lớn nhất có trên phần mềm này là Spore Creature Creator.
EA đã mua lại nhãn hiệu Origin khi mua Origin Systems vào năm 1992. Origin Systems là một studio trò chơi lớn trong những năm 1980 và 1990, nổi tiếng với các loạt game như Ultima, Wing Commander và Crusader.

## Chỉ trích và tranh cãi

### Loại bỏCrysis 2khỏi Steam và Origin exclusives
Ngay sau khi ra mắt Origin, Crysis 2 đã bị rút khỏi Steam và xuất hiện trên trang web của EA với tuyên bố "chỉ có mặt trên Origin", mặc dù nó vẫn có sẵn trên các dịch vụ phân phối khác. EA kể từ đó đã tuyên bố rằng Valve đã loại bỏ Crysis 2 do các "điều khoản kinh doanh" bị áp đặt và "đây không phải là quyết định của EA hay kết quả của bất kỳ hành động nào của EA."
Kể từ sau đó, Crysis 2: Maximum Edition (phiên bản phát hành lại của Crysis 2 cùng với tất cả các DLC) đã được phát hành trên Steam, nhằm bù đắp về việc EA rút Crysis 2 do bị hạn chế DLC. EA đã xác nhận rằng Battlefield 3 sẽ không có sẵn trên Steam. Trò chơi có sẵn để mua trên các dịch vụ không phải của Origin như GameFly, Green Man Gaming hoặc GamersGate, nhưng ứng dụng Origin client phải được chạy dù bất kể trò chơi được mua ở đâu. Kể từ khi phát hành Battlefield 3 vào năm 2011 cho đến tháng 11 năm 2019, mọi trò chơi của bên thứ nhất mà EA phát hành trên PC đều được độc quyền cho dịch vụ Origin. Vào cuối năm 2019, EA đã bắt đầu phát hành lại trò chơi của họ trên Steam, với bắt đầu bằng Star Wars Jedi: Fallen Order, tuy nhiên, trò chơi vẫn phải sử dụng ứng dụng Origin client để có thể chơi.

### Cấm các tài khoản Origin
EA đã thực thi các lệnh cấm tài khoản với các nhà phê bình mà được cho là tương đối nhỏ, chẳng hạn như việc đưa ra bình luận khiếm nhã trong các diễn đàn chính thức của EA hay BioWare hoặc trong các cuộc trò chuyện.
Trong tháng 3 năm 2011, một người dùng có tên "Arno" đã bị cấm vì bị cáo buộc đưa ra nhận xét "Bạn đã bán linh hồn của mình cho ác quỷ EA chưa?" Tài khoản của Arno đã bị cấm trong 72 giờ khiến anh ta không thể chơi bất kỳ trò chơi từ Origin nào của mình. Sau khi được báo cáo chi tiết về vụ việc, trang web Rock, Paper, Shotgun đã nhận được thông báo từ EA nói rằng lệnh cấm tài khoản của Arno chỉ là một sai lầm và các bình luận khiếm nhã như vậy trong tương lai trên các diễn đàn sẽ không ảnh hưởng đến quyền truy cập Origin vào trò chơi của người dùng.
Sau đó trong tháng mười và tháng mười một năm 2011, một người dùng đã bị cấm tài khoản vì đăng bài về ngậm bìu người chơi đã chết. Một người dùng khác đã bị đình chỉ tài khoản 72 giờ vì đăng liên kết đến hướng dẫn khắc phục sự cố mạng của mình trên diễn đàn EA. EA chỉ xem đây một liên kết "thương mại", mặc dù liên kết đó cũng đã được cho phép đăng ở những nơi khác trên diễn đàn của EA cũng như trang web hỗ trợ của công ty và trang Câu hỏi thường gặp (FAQ) của EA. Một người dùng đã bị cấm vĩnh viễn vì đăng một bài viết lên trên diễn đàn có chứa từ "e-peen", là tiếng lóng của từ "dương vật điện tử".

### Bảo mật yếu kém
EA đã bị chỉ trích vì không mã hóa chức năng trò chuyện theo giao thức XMPP của Origin, trong khi giao thức đó đã được thêm vào Origin và trong các trò chơi do Origin hỗ trợ. Dữ liệu không được mã hóa bao gồm số tài khoản, session tokens cũng như nội dung tin nhắn. Với việc bảo mật yếu kém này, tài khoản người dùng có thể bị xâm phạm.

### Cáo buộc gián điệp
Thỏa thuận người dùng cuối (EULA) của Origin cho phép EA quyền thu thập thông tin về máy tính của người dùng mà không cần chấp nhận từ máy tính, bao gồm "thói quen sử dụng ứng dụng (bao gồm nhưng không giới hạn ở việc cài đặt và/hoặc gỡ bỏ thành công), phần mềm, thói quen sử dụng phần mềm và phần cứng ngoại vi." Ban đầu, EULA cũng có một đoạn văn cho phép EA giám sát rõ ràng hơn hoạt động cũng như chỉnh sửa hoặc xóa thông tin theo quyết định của máy tính. Một báo cáo của tạp chí tin tức Der Spiegel đã đề cập đến các cáo buộc đó. Đáp lại tranh cãi, EA đã đưa ra một tuyên bố khẳng định họ "không có quyền truy cập vào các thông tin như hình ảnh, tài liệu hoặc dữ liệu cá nhân, không liên quan gì đến việc sử dụng chương trình Origin trên hệ thống của người chơi và sẽ không được chúng tôi thu thập dữ liệu. "  EA cũng thêm một câu cho điều khoản EULA tuyên bố rằng họ sẽ không "sử dụng phần mềm gián điệp hoặc cài đặt phần mềm gián điệp trên máy của người dùng", mặc dù người dùng vẫn phải đồng ý cho phép EA thu thập thông tin về máy tính của họ.

### Tình hình ở Đức
Theo báo cáo của các tờ báo tại Đức, phiên bản tiếng Đức của Origin's EULA vi phạm một số luật của Đức, chủ yếu là luật bảo vệ quyền riêng tư của người tiêu dùng và người dùng. Theo Thomas Hoeren, thẩm phán và giáo sư bộ luật thông tin, viễn thông và truyền thông tại Đại học Münster, phiên bản tiếng Đức của EULA là bản dịch trực tiếp từ bản gốc mà không có bất kỳ sửa đổi nào, các điều khoản của nó là "vô hiệu lực".